# Johann Brenz
Johann Brenz, detto il riformatore del Württemberg (Weil der Stadt, 24 giugno 1499 – Stoccarda, 11 settembre 1570), è stato un teologo tedesco.

## Biografia
Figlio di Martin Hess detto Brenz (1475-1555), sindaco e giudice comunale a Weil, e di Catharina Hennig, proveniente dal paese di Enzweihingen, il tredici ottobre 1514 fu iscritto all'Università di Heidelberg, dove divenne allievo di Giovanni Ecolampadio e di Erhard Schnepf, quest'ultimo che teneva lezioni di retorica e filosofia.
Il ventisei aprile 1518 partecipò tra il pubblico alla disputa di Heidelberg, occasione in cui Martin Lutero ebbe modo di esporre il suo punto di vista attraverso quaranta tesi: questo evento lo impressionò e andò insieme a Martin Bucèro a trovare Lutero durante il suo soggiorno a Heidelberg e si mise immediatamente ad approfondire la teologia luterana, leggendo gli scritti del riformatore. Il diciotto ottobre successivo si laureò e ottenne il titolo di Magister; nel 1519 iniziò a insegnare filosofia e lingue e nel 1520 divenne canonico nella chiesa dello Spirito Santo di Heidelberg. Dopo la Dieta di Worms del 1521, venne sospettato di aver aderito alla dottrina luterana e l'otto settembre 1522 il consiglio di Schwäbisch Hall lo chiamò per un sermone di prova, nominandolo successivamente parroco della chiesa di San Michele.
Da questo momento cominciò a introdurre la riforma luterana insieme ai suoi vecchi colleghi universitari Johann Isenmann, anch'egli nella chiesa di San Michele, e Michael Gräter (1495-1562), parroco della chiesa di Santa Caterina di Schwäbisch Hall: diedero nuova forma al sermone, al battesimo e alla Santa Cena. Nella guerra dei contadini tedeschi si oppose all'insurrezione ma, a differenza di Lutero che invocava dure punizioni, chiese un trattamento mite nei confronti dei contadini, in quanto anche le autorità erano degne di colpa. Nel 1529 prese parte ai colloqui di Marburgo, dove ebbe modo di conoscere Filippo Melantone, e nel 1530 alla Dieta di Augusta, dopo la quale scrisse con Melantone la Confessione augustana.
L'undici dicembre 1530 sposò Margaretha Gräter (1501-1548), vedova di Hans Wetzel, da cui ebbe cinque figlie e un figlio; soltanto tre di loro raggiunsero l'età adulta: Barbara Brenz (1532-1572), che sposò il teologo Dietrich Schnepf, Sophie Brenz (1536-1597), la quale sposò il teologo Eberhard Bidenbach il Vecchio, e Johann Brenz il Giovane (1539-1596).
Fino al 1533 fu impegnato a portare la riforma a Dinkelsbühl e nel Principato di Ansbach, nel 1534 fu chiamato dal duca Ulrico di Württemberg per diffondere la riforma nel ducato del Württemberg. Nel 1537 prese parte alla Lega di Smalcalda e guidò la riforma nell'Università di Tubinga, nel 1540 partecipò ai colloqui di Worms e qualche anno più tardi a quelli di Ratisbona.
Durante il periodo dell'Interim di Augusta, che Brenz criticò aspramente, si dovette nascondere dai mercenari spagnoli; il diciotto novembre 1548 morì sua moglie di tisi. Il sette settembre 1550 a Dettingen an der Erms sposò Catharina Isenmann (m. 1570), nipote del suo vecchio amico; da questo matrimonio nacquero dodici figli, dei quali sette nomi sono stati tramandati: Katharina (1552 ca.-1579 ca.), Agathe (1554-1599), Joseph (1555-1586), Margarethe, Euphrosyne, Judith (1566-1589) e Anna Maria (n. 1568).
Nel 1552 Brenz partecipò al concilio di Trento, dove espose la propria Confessio Wirtembergica, che gli procurò la contesa con Pedro de Soto; nel 1554 Cristoforo di Württemberg lo volle con sé a Stoccarda per portarvi la riforma in qualità di prevosto e primo predicatore della collegiata di Santa Croce, dove fu sepolto secondo le sue volontà.
Padre di diciotto figli, suo nipote Johann Hippolyt Brenz (1572-1629), predicatore del monastero di Ansbach, fu l'ultimo a portare il suo nome. Tuttavia ebbe una lunga lista di discendenti famosi: Johann Albrecht Bengel, Johann Jakob Moser, Georg Wilhelm Friedrich Hegel, Ludwig Uhland, Carl Friedrich Haug, Wilhelm Hauff, Karl Christian Planck, Karl Bonhoeffer, Hermann Hesse, Dietrich Bonhoeffer, Carl Friedrich von Weizsäcker, Richard von Weizsäcker, Ruth Merckle, Patrick Süskind e David Moufang.

## Opere
- Johann Brenz, Syngramma Suevicum, 1525.
- Johann Brenz, Confessio Wirtembergica, 1552.